# 더크 헤베커
더크 헤베커(Dirk Hebecker)는 국제기관 단체인으로 1962년 독일에서 출생했다. 현재는 유엔난민기구 일본대표부의 대표로 활동하고 있다.

## 학업, 능력
1983년 ~ 1989년 : 모스크바 국립국제관계대학교에서 국제관계, 국제법, 동남아시아지역학과 언어학 석사과정을 마쳤다.

## 언어
독일어, 영어, 프랑스어, 러시아어, 베트남어가 가능하다.

## 경력
- 1993년 ~ 1998년 : 유엔난민기구 베트남대표부 본국귀환 담당관, 법무관
- 1998년 ~ 2000년 : 유엔난민기구 그루지야 주그디디 현장사무소 소장
- 2000년 ~ 2004년 : 유엔난민기구 제네바 본부 운영지원국 인구지리학자료부 수석 등록관
- 2004년 ~ 2007년 : 유엔난민기구 미얀마 마웅도 현장사무소 소장
- 2007년 ~ 2008년 : 유엔난민기구 스리랑카 대표부 수석 현장 조정관
- 2011년 ~ 2013년 : 유엔난민기구 방글라데시 콕스 바자르 지역사무소 소장
- 2013년 4월 ~ 2016년 4월 : 유엔난민기구 한국대표부 대표
- 2016년 5월 ~ : 제12대 유엔난민기구 일본대표부 대표